# مجا (ژیتیشته)
مجا (به صربی: Međa) یک منطقهٔ مسکونی در صربستان است که در ناحیه بانات مرکزی واقع شده‌است. مجا ۱٬۱۵۵ نفر جمعیت دارد و ۸۱ متر بالاتر از سطح دریا واقع شده‌است.